# Arses (chi)
Arses là một chi chim trong họ Monarchidae.

## Các loài
- Arses insularis
- Arses telescophthalmus
- Arses lorealis
- Arses kaupi